# Sermiers
Sermiers település Franciaországban, Marne megyében. Lakosainak száma 565 fő (2022. január 1.). Sermiers Villers-aux-Nœuds, Chamery, Courtagnon, Germaine, Nanteuil-la-Forêt, Saint-Imoges és Villers-Allerand községekkel határos.

## Népesség
A település népessége az elmúlt években az alábbi módon változott:
| Lakosok száma | 432  | 522  | 524  | 585  | 536  | 544  | 561  | 568  | 568  | 565  |
|               | 1968 | 1982 | 1990 | 2006 | 2013 | 2015 | 2017 | 2019 | 2020 | 2022 |